# Asticta nigricostata
Asticta nigricostata är en fjärilsart som beskrevs av Ludwig Carl Friedrich Graeser 1890. Asticta nigricostata ingår i släktet Asticta och familjen nattflyn. Inga underarter finns listade i Catalogue of Life.